# 德克斯特 (緬因州)
德克斯特（英語：Dexter）是一個位於美國緬因州佩諾布斯科特縣的鎮。

## 人口
根據2020年美國人口普查的數據，德克斯特的面積為96.24平方千米，當中陸地面積為90.99平方千米，而水域面積為5.25平方千米。當地共有人口3803人，而人口密度為每平方千米40人。